# 尼路

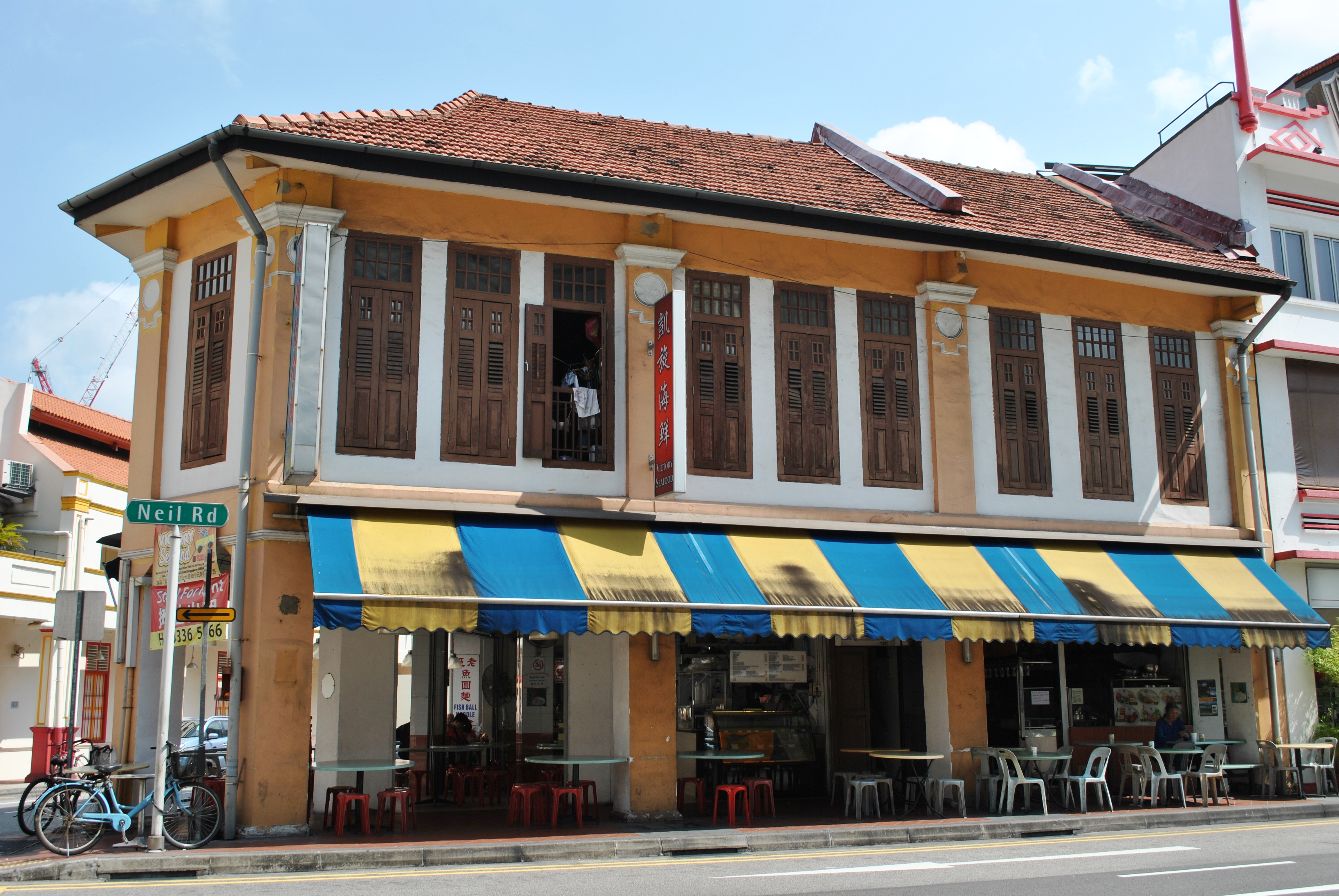
尼路边的店屋

尼路（英語：Neil Road，福建话：牛車水跤路，白话字：Gû-chia-chúi-kha-lō）是一條位於新加坡牛車水與丹戎巴葛地區的單行道，屬於歐南與紅山規劃區。該道路起點為橋南路、麥士威路與丹戎巴葛路的交界處，終點則為甘榜峇魯路，之後銜接至红山路。在道路的盡頭，有一片受保護的保留區，包括數排店屋與一棟三層樓高的維多利亞風格校舍，曾為花菲衛理女子學校（英語：Fairfield Methodist Girls' School）舊址。在丹戎巴葛段，尼路兩側保留了多排用作各種用途的歷史店屋。

## 名稱
該道路原名為Silat、Selat或Salat路，取自馬來語中「海峽」之意，直到1858年才被更名為尼路（英語：Neil Road）。市議會為紀念印度馬德拉斯火槍兵團的尼上校（英語：Colonel Neil）而將其改名，他曾參與1857年的印度叛亂。
在福建話中，這條路被稱為「牛車水跤路」（goo chia chwee sia lo），意思是「牛車水的陡坡路」。

## 著名建築
位于尼路的第147號住宅曾屬於新加坡前總理李光耀的祖父李雲龍，他於1920年以25,000元購得該屋。李光耀曾與父母及祖父一同在此居住數年。
1912年，花菲女子學校遷入尼路上一棟維多利亞風格的三層樓建築內。該校於1983年遷出尼路。